# Two by Twos
Os Two by Twos (também conhecidos como a Verdade ou o Caminho) são uma organização religiosa cristã internacional cujas origens remontam à Irlanda no final do século 19. Esta igreja não tem um nome oficial: entre os membros é comumente referida como "a Verdade", "as Reuniões" ou "os servos e os amigos". Aqueles de fora da igreja referem-se à ela como “Two by Twos" (de dois em dois), "The Black Stockings", "A Igreja Sem Nome", "Cooneyites", "Servos e Amigos" ou "Cristãos Anônimos".
Os missionários da Igreja - chamados "servos" - são itinerantes e trabalham em grupos de dois, daí o nome “Two by Twos" (de dois em dois). Os nomes registrados da igreja incluem "Convenções Cristãs" nos Estados Unidos, "Assembléias de Cristãos" e "Sociedade de Assembleias Cristãs de Alberta" no Canadá - dissolvido após ter sido exposto, "O Testemunho de Jesus" no Reino Unido, " Kristna i Sverige" na Suécia, "United Christian Conventions" na Austrália e "Igreja Crista" no Brasil. Esses nomes são  criados para fins de registro e não são utilizados pelos membros.

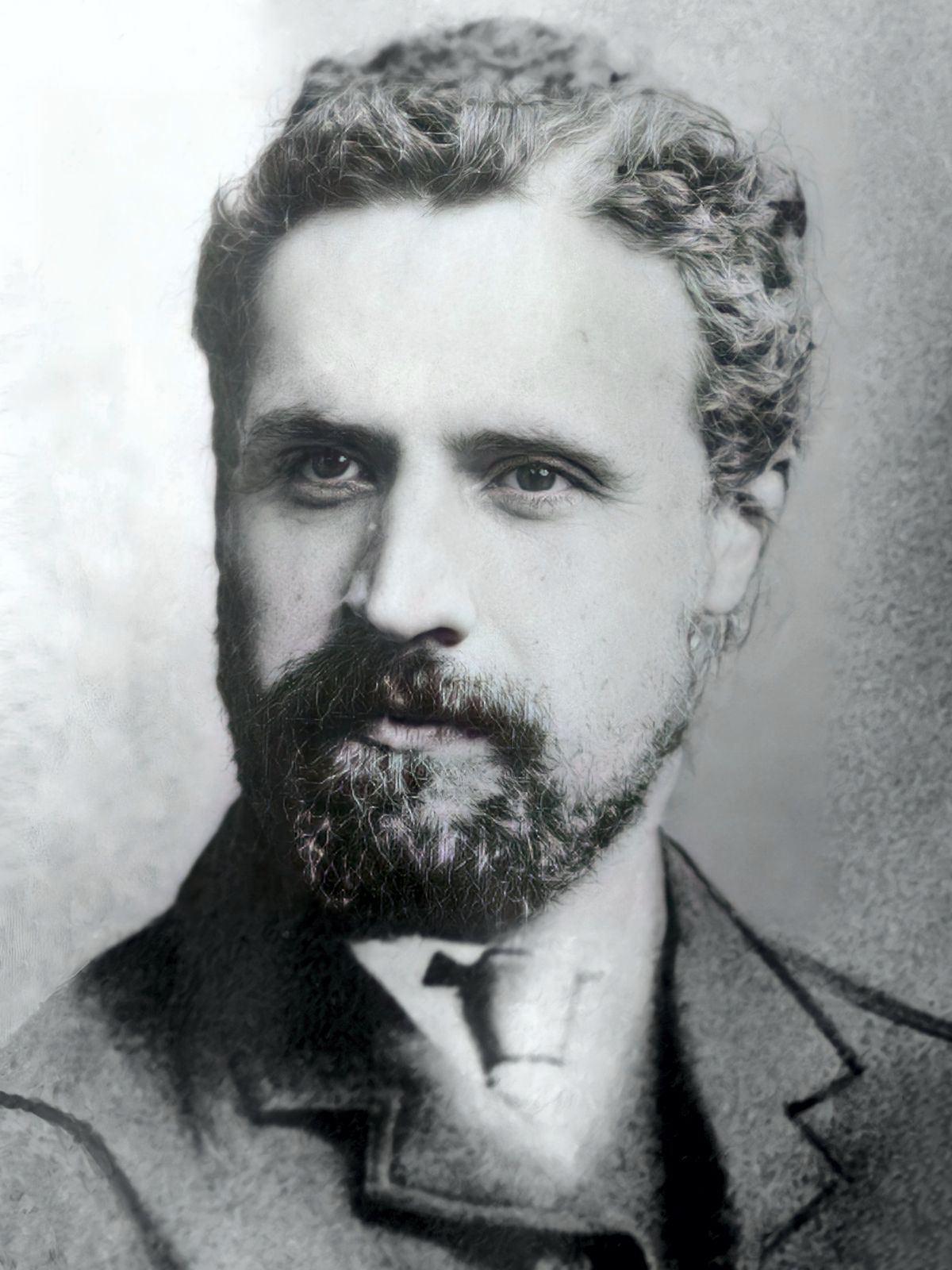
William Irvine foi o fundador da Verdade. Foto de 1910, antes da sua liderança ser desacreditada

A igreja foi fundada em 1897 na Irlanda por William Irvine, um evangelista da Faith Mission. Irvine escolheu pregar de forma independente, objetivando retornar ao método de evangelização que ele afirmava ter sido estabelecido por Jesus em Mateus 10. O crescimento inicial da igreja foi rápido e espalhou-se para fora da Irlanda. Eventualmente, Irvine passou a defender uma nova proposta, na qual a hierarquia dos servos missionários não teria lugar. Dessa forma, tornou-se controverso dentro de sua própria igreja e foi desacreditado e expulso pelos servos responsáveis em meados de 1914. Um dos primeiros missionários da igreja, Edward Cooney, foi expulso uma década depois de Irvine. A igreja tornou-se então pouco visível para o mundo. Atualmente, a publicação de vários artigos e livros, o aumento da cobertura noticiosa e a Internet abriram a igreja à um escrutínio mais amplo.
A igreja não publica oficialmente nenhuma declaração doutrinária, alegando que estas devem ser transmitidas oralmente pelos seus ministros, denominados “servos”. A igreja ensina que a salvação é alcançada somente participando das reuniões do grupo, ouvindo a pregação de seus servos itinerantes e não assalariados e "aceitando". (Ver Terminologia). Enquanto algumas outras seitas cristãs acreditam na salvação somente pela fé, a Verdade defende que a salvação não é alcançada apenas através da fé, mas através de uma combinação de fé e obras. As obras são descritas como boas ações de sacrifício, que estão de acordo com os ensinamentos de Jesus Cristo.
A doutrina trinitária cristã ortodoxa é rejeitada e os membros negam ter um nome. O batismo por imersão é realizado por um dos servos da igreja e é necessário para a participação dos emblemas (corpo de Cristo). Alguns afirmam que o Caminho é uma continuação direta da igreja cristã primitiva do primeiro século, diretamente ligada aos 12 discípulos de Jesus. Outros membros acreditam que algum tipo de restauração pode ter ocorrido no final do século 19, alegando que "a semente ficou adormecida".
Os membros realizam reuniões semanais regulares em casas de família, aos domingos e quartas-feiras. A igreja também realiza reuniões anuais e pregações do Evangelho com o propósito de evangelização. Não reivindicam nenhuma sede oficial ou publicações oficiais, apenas seu hinário e alguns outros materiais para uso interno, que são produzidos por editoras e gráficas externas. Os únicos materiais que aqueles que estão fora da igreja provavelmente encontrarão são os convites impressos e anúncios para as reuniões de pregação.

## História

### Fundação da Verdade
Em 1896, William Irvine foi enviado da Escócia para o sul da Irlanda como missionário pela Faith Mission, uma organização religiosa interdenominacional criada por John George Govan, com raízes no movimento de Santidade. As missões de evangelização de Irvine foram consideradas bem-sucedidas, e por isso foi promovido a superintendente da Faith Mission no sul da Irlanda.

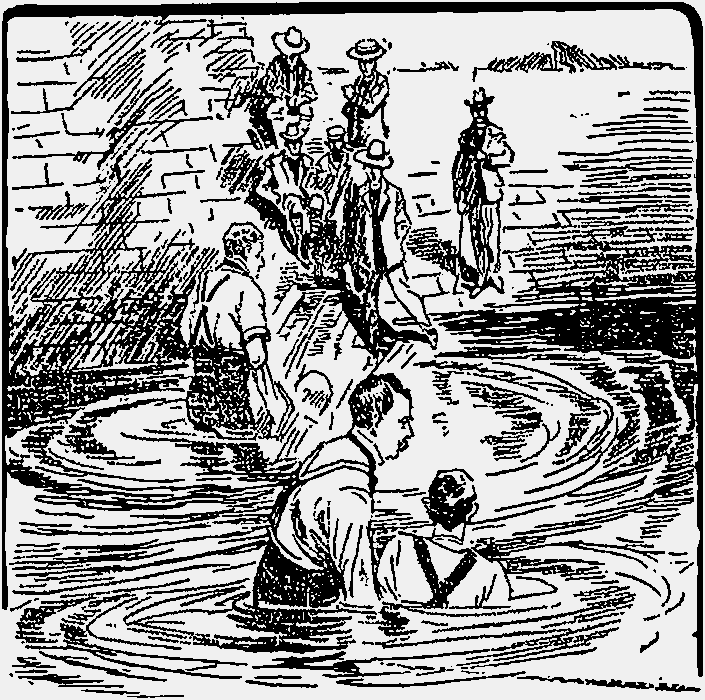
Desenho de 1907 representando um batismo. A legenda diz "Como os 'Dippers' são Iniciados".

Poucos meses depois de sua chegada à Irlanda, Irvine desiludiu-se com a Faith Mission. Surgiram atritos quanto aos ensinamentos do Movimento de Santidade, e Irvine passou a ver a organização como uma violação do conceito de um ministério puro baseado na fé. Irvine não tolerava que a Faith Mission cooperasse com outras igrejas nas comunidades do sul da Irlanda, considerando como "perdidos entre os ministérios" alguns convertidos seus que se juntaram às outras igrejas. Em 1897, Irvine começou a pregar de forma independente, alegando que os verdadeiros ministros não deveriam ter casa e nem receber salário. Irvine convenceu-se de que havia recebido este ensinamento como uma revelação especial, a qual passou a chamar de "mensagem Alfa". Opondo-se às outras igrejas estabelecidas na época, ele sustentava que a maneira pela qual os discípulos foram enviados no capítulo 10 do Evangelho de Mateus era um mandamento permanente que ainda deveria ser cumprido. A passagem diz:
| “ | ⁵ Jesus enviou estes doze, e lhes ordenou, dizendo: Não ireis pelo caminho dos gentios, nem entrareis em cidade de samaritanos; ⁶ Mas ide antes às ovelhas perdidas da casa de Israel; ⁷ E, indo, pregai, dizendo: É chegado o reino dos céus. ⁸ Curai os enfermos, limpai os leprosos, ressuscitai os mortos, expulsai os demônios; de graça recebestes, de graça dai. ⁹ Não possuais ouro, nem prata, nem cobre, em vossos cintos, ¹⁰ Nem alforges para o caminho, nem duas túnicas, nem alparcas, nem bordões; porque digno é o operário do seu alimento. Mateus 10:5-10 | ” |

Em outubro de 1897, Irvine foi convidado por um comerciante de Nenagh, John "Jack" Carroll, para pregar na cidade natal dos Carrolls, Rathmolyon. Lá, Irvine realizou uma série de pregações missionárias, exortando que qualquer outra igreja deveria ser rejeitada e apresentando sua nova doutrina e método de ministério. Foi em Rathmolyon que Irvine recrutou os primeiros adeptos à sua mensagem Alfa. Além de condenar todas as outras igrejas fora de sua nova irmandade, a doutrina de Irvine incluía a rejeição de edifícios como templos, a rejeição de um ministério remunerado, a rejeição de coletas  durante as pregações e a exigência de que aquele que ingressasse no ministério deveria “vender tudo” que possuísse.
As pregações de Irvine em Rathmolyon influenciaram muitos a deixarem suas igrejas e se juntaram à nova irmandade, formando um forte núcleo inicial de seguidores. Alguns desses primeiros adeptos se tornariam depois membros importantes, entre eles: John Long,  a família Carroll, John Kelly, Edward Cooney (um evangelista influente da Igreja Anglicana da Irlanda) e George Walker (um funcionário da empresa de tecidos da família Cooney, que anos depois tornaria-se um dos servos responsáveis dos EUA). Todos os citados eventualmente "venderam tudo" e se juntaram ao novo movimento como pregadores itinerantes.
Embora outros movimentos religiosos (como os Irmãos de Plymouth e Elim) tenham tido forte influência irlandesa, a igreja fundada por Irvine é a única conhecida com origem e desenvolvimento inicial na Irlanda.

### Crescimento inicial

Extrato de um artigo do The Imparcial Reporter e Farmers' Journal de 1910 documentando as fases iniciais da igreja. Veja a nota final para obter o link para o artigo completo.

Ao contrário do caráter "secreto" que surgiu depois, inicialmente a igreja de Irvine era aberta ao público geral, e inclusive chegou a levantar questões no Parlamento Britânico em 1900. Inspirado por palestrantes como Irvine e Cooney, o crescimento do número de seguidores foi inicialmente muito rápido, ainda sob o nome da Faith Mission. Porém, em vez de adicionar membros às denominações já estabelecidas, como era a prática comum da Faith Mission, as igrejas locais notaram que as suas congregações diminuíam após as missões dos missionários de Irvine. Os pastores começaram a considerar os pregadores de dois em dois como "inimigos dos membros da igreja". Em 1900, depois de receber relatórios da Irlanda, a Faith Mission por fim desassociou-se formalmente de Irvine e de qualquer pregador que participava no seu novo movimento.
A atenção dos jornais de Belfast (capital da Irlanda do Norte) foi inicialmente atraída para a igreja de Irvine por causa de seus batismos ao ar livre. Os batismos aconteciam em locais públicos como riachos, lagos ou mar, mesmo nos dias frios. As “submersões” ao ar livre eram consideradas uma novidade para a época, e os sermões que as acompanhavam atraíam grandes ajuntamentos. Os jornais também deram atenção especial às caminhadas pelos bairros e às pregações públicas, realizadas nas praças e nas esquinas.
Os primeiros servos, entre eles Edward Cooney e George Walker, pregavam que os membros de outras igrejas estavam todos condenados. Eles chegavam até mesmo a condenar abertamente indivíduos famosos e comunidades inteiras. Às vezes, suas pregações aconteciam perto de igrejas de outras denominações, e eles as censuravam com “linguagem extrema”. Suas palavras inflamatórias trouxeram consequências que variaram desde violência nas ruas até a dissolução de famílias, o que chamou ainda mais atenção. Jornais na Irlanda, Grã-Bretanha e América do Norte noticiaram as perturbações que surgiram devido às atividades extremistas dos missionários da igreja, e alguns organizaram até mesmo debates em suas colunas editoriais. Um membro do Parlamento ofereceu-se para aderir à Verdade se os servos parassem de criticar outras entidades religiosas.
À medida que o número de servos aumentava, o alcance da igreja se expandia. Grandes reuniões foram realizadas em Dublin, Glasgow e Belfast durante 1899. As reuniões anuais - inspiradas nas Reuniões Evangélicas de Keswick, na Inglaterra - começaram a ser realizadas regularmente na Irlanda a partir de 1903. Em 5 de setembro deste mesmo ano, William Irvine, acompanhado por Irvine Weir e George Walker, chegaram em Nova York, na América do Norte, a bordo do navio a vapor Columbia.  Seguiram-se missões evangelistas à Europa continental, Austrália e Ásia.
Em 1904, a exigência de “vender tudo” para fazer parte da igreja não era mais mencionada nas pregações. Iniciou-se então um sistema de duas frentes que fazia uma clara distinção entre missionários itinerantes sem-teto (chamados "servos") e aqueles que agora tinham permissão para casarem-se e manter casas e empregos (chamados "amigos" ou "santos"). As reuniões semanais passaram a ser realizadas nas casas dos santos e presididas por “bispos”, que normalmente eram homens, chefes de uma família. Durante os anos seguintes, essa mudança consolidou-se universal. A igreja continuou a crescer e a realizar reuniões anuais regulares, que chegavam a durar várias semanas. Irvine viajou muito durante este período, participando de inúmeras reuniões anuais e pregando no mundo inteiro. Ele passou a enviar os servos das Ilhas Britânicas para expandir o interesse religioso globalmente.
A partir de 1906, folhetos e cartazes com avisos passaram a atrair atenção indesejada. W. D. Wilson, um fazendeiro inglês cujos filhos saíram de casa para se juntar aos servos, publicou um artigo declarando que a igreja estava recrutando moças para fins imorais. Em resposta, Edward Cooney abriu um processo acusando difamação que foi amplamente divulgado, até que as partes chegaram a um acordo no final de 1913.
Irvine, então, estabeleceu uma hierarquia: seus associados de maior confiança foram designados como "servos responsáveis", cada um para uma região geográfica específica, onde deveriam coordenar os esforços do ministério. Entre os primeiros servos responsáveis estavam William e Jack Carroll, George Walker e Willie Gill. Irvine, entretanto, optou por continuar a ter a palavra final sobre a conduta e as finanças de todos os servos, mas suas atividades em áreas de outros responsáveis logo passaram a ser consideradas "interferências". As comunicações e instruções de Irvine passaram a depender do crivo dos servos responsáveis, exceto quando Irvine falava diretamente nas reuniões anuais, que ele participava no mundo todo.

### Separação
William Irvine dizia continuar recebendo revelações particulares, e temas escatológicos começaram a aparecer em seus sermões.  Em 1914, ele já pregava que a Era da Graça, durante a qual o "Evangelho Alfa" estivera sendo proclamado, estava chegando ao fim. À medida que suas pregações começavam a indicar uma Nova Era, sem os servos e sem a hierarquia do "Evangelho Alfa", surgiam ressentimentos por parte dos servos responsáveis, que o viam agora como uma ameaça ao trabalho que já fora consolidado.
O servo responsável australiano John Hardie foi o primeiro a impedir Irvine de falar na reunião anual da Austrália do Sul, no final de 1913. Durante 1914, ele foi impedido de falar em um número crescente de reuniões, à medida que mais servos responsáveis o excluíam. Circularam rumores sobre o estilo de vida confortável de Irvine e sua suposta queda por mulheres, embora nada concreto tenha sido publicamente exposto. Difundiu-se a ideia de que Irvine claramente "havia perdido a unção do Senhor", para justificar sua expulsão. Ele passou a ser evitado e seu nome não foi mais mencionado, até que eventualmente tornou-se uma pessoa desconhecida na própria igreja que fundou. Houve muitas excomunhões de partidários de Irvine em várias regiões do globo durante os anos seguintes até que, em 1919, o rompimento da igreja com William Irvine foi definitivo, quando ele mudou-se para Jerusalém para transmitir sua "Mensagem Ômega" aos seus principais seguidores. Na falta de qualquer meio organizacional que o defendesse perante os membros, a partida de Irvine para Jerusalém ocorreu silenciosamente. A maioria dos membros continuou seguindo os servos responsáveis, e poucos souberam dos detalhes por trás do desaparecimento do fundador, já que nenhuma declaração pública foi feita. A menção ao nome de Irvine foi proibida e uma nova explicação da história da igreja foi introduzida, na qual o papel de Irvine foi completamente apagado. 
Mesmo com o fim silencioso de Irvine, o servo pioneiro Edward Cooney recusou-se a obedecer os servos responsáveis. Cooney ainda defendia o estilo anterior e irrestrito de ministério itinerante, e deslocava-se para onde quer que ele mesmo sentisse que era necessário. Ele rejeitou a nomeação de servos responsáveis para cada região e criticou seus estilos de vida. Cooney também discordava da doutrina chamada "Testemunha Viva" (isto é, que a salvação implicava ouvir o evangelho pregado necessariamente por um servo, e reconhecer a Cristo no sacrifício de suas vidas do ministério), criticava as contas bancárias controladas pelos servos responsáveis, o uso de salões para reuniões, a hierarquia geral que se desenvolveu e os registros sob nomes oficiais. Por algum tempo, sua mensagem exortando o retorno aos princípios originais de Mateus 10 ganhou seguidores, até mesmo entre alguns servos responsáveis australianos.
Mas a segunda divisão ocorreu em 1928, quando Edward Cooney foi finalmente expulso por criticar o que ele considerou desvios graves da mensagem original da igreja de Irvine. Os servos responsáveis valeram-se de uma tentativa fracassada de Cooney de realizar uma cura pela fé como pretexto para excomungá-lo. Os apoiadores leais de Cooney juntaram-se a ele, incluindo alguns dos primeiros servos, e permaneceram fiéis ao que consideravam serem os princípios originais. O termo "Cooneyite" hoje se refere principalmente aos que se separaram junto com Cooney, e que ainda existem como um grupo independente. No entando, alguns espectadores externos utilizam o termo "Cooneyites" para a igreja Verdade em geral, devido à proeminência de Edward Cooney no seu crescimento inicial.

### Consolidação
Estas separações não foram amplamente divulgadas e poucos souberam o que realmente ocorreu. A maioria dos apoiadores de Irvine, e mais tarde de Cooney também, foram persuadidos a abandonar sua lealdade ou foram simplesmente expulsos da irmandade. Entre os expulsos estavam os primeiros servos May Carroll, Irvine Weir (um dos servos a chegar na América do Norte com Irvine em 1903, excomungado por manter contato com Cooney e por criticar os registros da igreja sob variados nomes), e Tom Elliot (que realizava os batismos dos primeiros servos e foi apelidado de "Tom Batista").
O surgimento dos servos de dois em dois causou divisões dentro das igrejas protestantes na Irlanda, num momento de demanda pela independência irlandesa, em grande parte impulsionada pela comunidade católica. Por causa da animosidade, os servos não formaram nenhum tipo de união com outras comunidades protestantes. Embora a Verdade fosse conhecida pelas suas opiniões anticatólicas extremas, ela desempenhou um papel menor na luta pela independência da Irlanda. Uma exceção foi o envolvimento da família Pearson nos ainda controversos assassinatos em Coolacrease.
Em meados da década de 1920, um artigo de revista intitulado "The Cooneyites or Go-Preachers" perturbou a liderança dos servos, que se esforçou para retirá-lo de circulação, ainda mais quando o material do artigo chegou à revista Heresias Expostas. Durante este período, a igreja modificou seu alcance evangélico. A pregação pública de seus primeiros dias foi substituída por "reuniões" discretas, às quais compareciam apenas membros e convidados. Começaram a defender que a igreja tinha origem no século 1º. Afirmou-se que não possuíam nome nenhum e rejeitaram quaisquer doutrinas. Os servos passaram a evitar qualquer publicidade, tornando a Verdade muito difícil de ser encontrada por pessoas de fora do grupo.

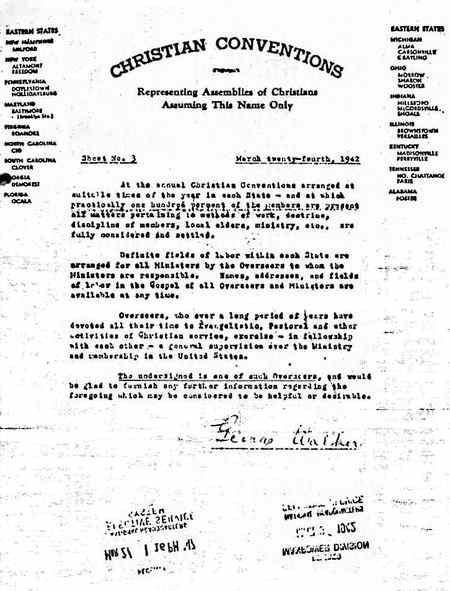
Última página da declaração do servo responsável George Walker ao Serviço Militar dos EUA em 1942, sob o nome "Reuniões Cristãs"

Nos EUA, a Verdade viveu abertamente uma rixa por influência entre os servos responsáveis George Walker e Jack Carroll. Em 1928, os servos responsáveis acordaram em limitar cada servo da congregação à supervisão de um responsável por uma área geográfica, conhecida como um "campo": os servos que viajavam para outro campo tinham que primeiro submeter seu pedido e obter permissão do servo responsável local. Os limites exatos entre os campos acabaram definidos ao longo do tempo, mas algumas áreas ficaram sob a supervisão de mais de um responsável, o que causou muitos conflitos.
Durante a Primeira Guerra Mundial, a igreja obteve isenção do serviço militar na Grã-Bretanha sob o nome de “O Testemunho de Jesus”. No entanto, houve problemas com o reconhecimento deste nome fora das Ilhas Britânicas, e a isenção foi recusada em outros países. Na Nova Zelândia, os membros da igreja não conseguiram provar seu estatuto de objectores de consciência e formaram o maior grupo conhecido de presos por recusa em servir à pátria. Servos e santos também tiveram dificuldade em estabelecer o estatuto de objetor de consciência nos EUA durante a Primeira Guerra Mundial. Com o início da Segunda Guerra Mundial, outros nomes formais foram adotados e usados nos registros de vários governos nacionais.  Esses nomes continuaram a ser utilizados após a guerra para negócios oficiais dos servos responsáveis, e foram impressos até mesmo papéis timbrados. A maioria dos membros até hoje desconhece esses nomes, e alguns que obtiveram conhecimento e discordaram dessa prática, foram expulsos.
Depois da morte do servo responsável pela Austrália, William Carroll, em 1953, houve uma tentativa de reintegração dos grupo dissidentes de William Irvine e Edward Cooney à Verdade. Ao invés da tentativa trazer maior unidade à igreja, gerou conflitos e expôs outra versão da história que não a contada pelos servos responsáveis, bem como a existência dos nomes para fins legais e  desentendimentos dentro da hierarquia dos servos, entre outras controvérsias. Mais pessoas foram expulsas no intuito de manter a harmonia.
Os servos responsáveis pioneiros foram sucedidos por uma nova geração. William Irvine faleceu em 1947, Edward Cooney, em 1960, e John Long (expulso em 1907) faleceu em 1962. O servo responsável britânico Willie Gill, em 1951. No Pacífico Sul, o servo responsável neozelandês Wilson McClung morreu em 1944, e o australiano John Hardie, em 1961. Nos EUA, Jack Carroll e Irvine Weir faleceram em 1957, e George Walker, em 1981.
A política dos servos responsáveis de não revelar nomes, finanças, doutrina ou história  e evitar publicidade  manteve a igreja longe do conhecimento público por décadas. Alguns autores da literatura popular, no entanto, escreveram sobre a igreja, chegando a usá-la como pano de fundo para diversas obras.

### No século 21; casos de abuso
Ao longo de um século de história, divisões, tanto doutrinárias como organizacionais, formaram-se dentro da Verdade, e são atualmente desafios contínuos.
Até meados de 1980, notas sobre a Verdade apareciam raramente em revistas religiosas e em algumas poucas obras sociológicas; escritores comumente presumiam que a igreja havia declinado, uma vez que nada era publicado a respeito. Em 1982, a publicação do livro The Secret Sect (Parker & Parker), foi seguida por reportagens na imprensa e declarações públicas de ex-membros. Outros livros e coberturas jornalísticas sobre a seita surgiram nas décadas seguintes e aumentaram um pouco a conscientização sobre as práticas da igreja. Com a exposição das diferenças regionais e internacionais e o aparecimento de dissidências, observou-se em algumas países um afrouxamento de alguns padrões rígidos que eram exigidos dos membros. Coincidindo com o aumento da disponibilidade de informações na Internet, um declínio acentuado no número de membros ocorreu nas últimas décadas.
Em 20 de março de 2023, o servo responsável Doyle S. Smith dos EUA divulgou uma carta (a "Carta de Dean Bruer") informando os membros da seita sobre a descoberta de comportamento sexualmente abusivo de um servo responsável recentemente falecido, Dean Bruer. Desde a divulgação dessa carta, inúmeras alegações de abuso sexual e abuso sexual infantil foram relatadas dentro da igreja no mundo inteiro, e o ex-servo Robert Corfield admitiu à BBC que abusou sexualmente de um menino em Saskatchewan, Canadá, durante vários anos na década de 1980.

## Doutrina
Além dos hinários, são poucas as documentações da Verdade que publicadas oficialmente, sendo difícil falar sobre seu sistema de crenças. Ex-membros e críticos da igreja fizeram e fazem declarações sobre o funcionamento da igreja, mas raramente recebem respostas de alguém dentro da Verdade.
Todos os ensinamentos da igreja são expressos oralmente, nenhuma doutrina ou declaração da fé é publicada. Os servos sustentam que todos os ensinamentos são baseados unicamente na Bíblia .   Uma frase pronta e  frequentemente usada para descrever a igreja é: "Não temos templo, nós somos o templo de Deus." Os membros e os servos defendem que o Caminho não possui qualquer edifício, o que não é literalmente verdade: os membros da igreja possuem chácaras, grandes galpões ou salões dedicados a alojamento de servos e reuniões da igreja, incluindo os grandes ajuntamentos conhecidos como reuniões anuais e especiais (foi exatamente este conceito de edifício que foi considerado inconsistente com o cristianismo bíblico e fortemente denunciado pelos primeiros servos). Os servos missionários não possuem casa própria nem recebem salário - esta prática se manteve desde o início. Não obstante, existem, realmente, edifícios especialmente construídos ou reformados para uso próprio da igreja. Algumas propriedades são mantidas em nome da Verdade por certos membros, e nos últimos anos, na Irlanda do Norte, uma conta de investimentos tem sido utilizada para comprar propriedades destinadas às reuniões inglesas. No passado, um edifício dedicado à Verdade foi construído no Canadá, mas Irvine o rejeitou.
A Bíblia Almeida Corrigida Fiel (e variações) é o único livro utilizado pelos fieis, mas ela mesma é considerada insuficiente para a salvação, a menos que as suas palavras sejam ouvidas através da pregação dos servos missionários.  A pregação do ministério é considerada totalmente guiada por Deus e deve ser ouvida diretamente para que haja conversão. As palavras dos servos são consideradas de extrema importância, especialmente daqueles que são homens e mais velhos. A salvação é alcançada através da disposição em defender os padrões da igreja, seguindo fielmente o “caminho” estabelecido. Doutrinas como a predestinação, o pecado original, a justificação somente pela fé e a redenção como única base da salvação são rejeitadas.  A Verdade é exclusiva - todas as outras igrejas, religiões e ministérios são considerados falsos, e a salvação só pode ser obtida através do ministério dos servos e das reuniões.
A salvação é entendida como algo custoso que exige muito auto-sacrifício, segundo o exemplo e os mandamentos de Jesus,  e o sofrimento é reverenciado. Os membros são incentivados a assistir às reuniões e nelas orar em voz alta e compartilhar um pensamento sobre a bíblia. Embora a igreja tenha raízes no movimento de Santidade e tenha herdado algumas de suas características, os elementos do movimento são suprimidos. Outros padrões incluem roupas modestas, não usar joias ou piercings, não fazer tatuagens, não tingir os cabelos, que devem ser longos nas mulheres e curtos nos homens, e evitar atividades consideradas mundanas ou frívolas (como fumar, beber álcool, ver televisão, filmes ou ouvir rádio). Alguns padrões e práticas variam geograficamente: em algumas regiões é usado vinho nas reuniões de domingo, em outras, suco de uva; em algumas é permitido o divórcio, em outras aqueles se divorciam e casam novamente não estão autorizados a participar nas reuniões. O uso da televisão, de redes sociais e de outros meios de comunicação de massa é desencorajado em maior ou menor grau, com base na opinião dos servos locais. Alguns padrões de vestimenta e conduta deixaram de ser tão rígidos nos últimos anos.

### Cristologia
A igreja rejeita a doutrina da Trindade desde o seu início com Irvine.  Embora os membros acreditem no Pai, Filho e Espírito Santo, eles mantêm uma visão unitária de Cristo. O Espírito Santo é considerado uma força ou inspiração divina, e Jesus, o filho de Deus, que veio à terra em forma humana para estabelecer um caminho de salvação - mas ele não é o próprio Deus. Grande ênfase é dada ao “exemplo de vida” de Jesus, como modelo para o ministério e para a vida cotidiana dos fieis.

### Batismo
O batismo por um dos servos da Verdade é considerado um passo necessário para a salvação e para a plena participação na igreja, incluindo o re-batismo de pessoas que já foram batizadas em outras igrejas. Os candidatos aprovados com antecedência pelos servos do campo são batizados por imersão. Os batismos costumam ser agendados para um final de semana e normalmente são realizados em pequenos lagos ou rios da propriedade de algum membro. Famílias e amigos se reúnem, oram e cantam hinos durante a cerimônia, liderados por um servo.

### Nomes da igreja

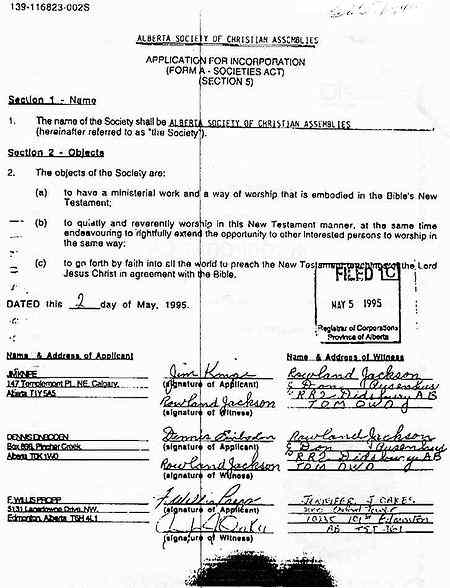
Pedido de incorporação na Província de Alberta sob o nome de "Sociedade das Assembleias Cristãs de Alberta"

A igreja se apresenta como sem nome e sem denominação. Aqueles que estão fora da igreja costumam usar termos descritivos como "Two by Twos" (de dois em dois, segundo o método de enviar os ministros em pares), "Igreja Sem Nome", " Cooneyites ", "Servos e Amigos", "discípulos de Jesus", "Amigos", "Go-preachers", "Tramp Preachers", entre outros. Durante os primeiros anos, eles se autodenominavam "Go-Preachers". Em 1904, os termos "Cooneyism" e "Cooneyite" foram cunhados nas áreas em que Edward Cooney pregava e estabeleceu igrejas. O termo "Two by Twos" estava em uso no Canadá no início da década de 1920 e nos Estados Unidos na década de 1930. Na Alemanha, os nomes da igreja incluem "Die Namenlosen" (o Sem Nome), "Wahre Christen" (Verdadeiros Cristãos), "Jünger Jesu" (Discípulos de Jesus) e "Freunde" (Amigos). Na França, eles são conhecidos como "Les Anonymes" (os Anônimos).
Embora os servos responsáveis usem os nomes registrados quando necessário para conduzir seus negócios oficiais, a maioria dos membros não associa nenhum nome formal à igreja. Em vez disso, eles se referem à ela como "A Verdade", "O Caminho de Jesus" ou "O Caminho". Poucos membros estão realmente cientes de que a igreja adotou nomes oficiais para seus negócios, incluindo para as isenções militares. Os nomes registrados variam em cada país. Nos Estados Unidos, o nome usado é "Convenções Cristãs", no Canadá, "Assembléias de Cristãos", no Brasil, "Igreja Crista", na Grã-Bretanha, "o Testemunho de Jesus", na Suécia, "Kristna I Sverige", na Austrália, "Convenções Cristãs Unidas" (os membros australianos adotaram anteriormente o nome "Testemunho de Jesus" durante a Primeira Guerra Mundial, e "Assembleias Cristãs" durante a Segunda Guerra Mundial). Em Victoria, Austrália, a seita foi registrada como uma instituição de caridade entre 1929 e 2019, e manteve propriedades sob sua custódia. Em 1995, surgiu em Alberta, no Canadá, controvérsias quando parte da igreja foi registrada oficialmente como "Sociedade de Assembleias Cristãs de Alberta". Essa entidade foi dissolvida em 1996, quando sua existência se tornou abertamente conhecida.

### Ressurgimento
Muitos membros da igreja acreditam piamente que a Verdade não tem um fundador humano e que a igreja é uma continuação linear da "verdadeira Igreja Cristã" primitiva oriunda diretamente de Cristo durante o século 1º. Mais recentemente, alguns membros com conhecimento sobre o fundador William Irvine sugerem que partiu dele, durante os últimos anos do século 19, um ressurgimento da Igreja verdadeira, ou uma espécie de restauração da "semente que estava adormecida".

### Terminologia
A seguir estão os termos mais utilizados pela igreja. As definições seguem o sentido comumente pretendido e compreendido pelos membros. 
Igreja
Geralmente, uma pequena congregação de pessoas que se reúne em uma casa familiar; mas pode referir-se também à Verdade como um todo. Este termo não é usado para se referir a um edifício ou templo, exceto quando se refere a edifícios de outras denominações. "Igreja" é também usada informalmente ao falar com não-membros para se referir a atividades de domingo/quarta-feira, por exemplo: "Estarei na igreja até o meio-dia".
Reuniões
Reuniões religiosas formais.
Campo
Uma região geográfica para a qual um par de servos foi atribuído.
Amigo/ santo
Aderente ou membro, normalmente chamados "os amigos" ou "os santos".
Aceitar
Fazer uma declaração pública da vontade de se tornar um membro. Geralmente é um sinal de que uma pessoa pode então participar nas seções de oração e testemunho das reuniões de quarta-feira à noite e de domingo de manhã, e nos horários designados para testemunho em reuniões maiores anuais. Aceitar constitui a primeira etapa. Após a segunda, o batismo, também é permitida a participação na divisão do pão e suco de uva (ou vinho), nas reuniões de domingo.
Bispo
Um presidente de uma reunião e normalmente o chefe masculino da casa onde as reuniões são realizadas, que geralmente é a pessoa responsável por marcar o início e o final da reunião. Quando um(a) servo(a) está presente, ele ou ela geralmente inicia e dirige a reunião, em lugar do bispo.
Servos/ missionários
Termos usados para denotar os ministros sem-teto e itinerantes da igreja. Estes são solteiros (várias exceções foram feitas durante a primeira metade do século 20, quando casais entravam no ministério, mas a prática não é comum hoje em dia) e não possuem qualquer formação formal religiosa. Os servos viajam pelo país em pares do mesmo sexo (daí o termo “de dois em dois”), constituídos geralmente por um servo mais experiente e um companheiro mais jovem. Não possuem posses e pernoitam nas casas das famílias da igreja.
Servo responsável
É um servo sênior responsável por uma área geográfica, correspondendo aproximadamente à posição de um bispo no catolicismo. Não existe posição hierárquica superior à do servo responsável – como um papa – que possa garantir a unanimidade doutrinária e prática.
Pessoa "de fora"
Qualquer um que não tenha “aceitado” de acordo com os processos da Verdade e, portanto, é considerada “de fora” do rebanho de Deus
O mundo/ pessoa do mundo
Um termo amplo usado para descrever todas as pessoas não envolvidas na igreja Verdade, incluindo aquelas de outras religiões.

## Prática e estrutura

### Ministério
A Verdade sustenta que a fé e a salvação só podem ser obtidas ouvindo a pregação exclusiva dos seus servos e observando as suas vidas sacrificiais. Durante os primeiros anos, esta exigência foi chamada de "Doutrina da Testemunha Viva", mas hoje esse nome não é mais usado. É importante observar que os servos devem ser vistos e ouvidos pessoalmente, e não por meio de transmissões online, vídeos, livros, textos, ou qualquer outra comunicação indireta. A estrutura ministerial da igreja é baseada nas instruções de Jesus aos seus apóstolos encontradas em Mateus capítulo 10, versículos 8–16 (com passagens semelhantes em Marcos e Lucas ). Seguindo estes exemplos bíblicos, os servos não possuem moradia permanente, viajam em pares, vendem tudo e saem ao trabalho com bens materiais mínimos, e confiam apenas na hospitalidade e na generosidade dos amigos. Os servos recebem apoio e rendimento financeiro diretamente dos membros e não mantém endereço fixo, exceto para receber correspondência e entregas.
A opção de entrar no ministério está teoricamente aberta a todos os membros, embora os já tenha se passado muitas décadas desde que os últimos casais foram aceitos no ministério. As servas mulheres procedem da mesma forma que os servos homens, mas não podem ocupar um cargo de serva responsável, não dirigem as reuniões quando um servo do sexo masculino está presente e ocupam uma posição inferior à dos servos homens.
Os servos não possuem qualquer formação religiosa formal. Revezam entre os pares anualmente, e os responsáveis procuram parear os servos mais novos com companheiros seniores até que os primeiros sejam considerados mais experientes. Os servos nomeiam bispos, organizam e distribuem os membros nas reuniões do campo e julgam as controvérsias que surgem. Eles não celebram casamentos, portanto os membros são casados por funcionários seculares (como um juiz de paz ). No entanto, os servos estão presentes das cerimônias e farão uma oração, se solicitados. São os servos também que oficializam os funerais dos membros.
Em abril de 2019, o programa de televisão australiano 60 Minutes entrevistou publicamente algumas vítimas de abuso sexual infantil de servos australianos.

### Reuniões
A igreja realiza vários tipos de reuniões ao longo do ano, nas propriedades de seus membros. 
Pregação
A pregação é a única reunião relativamente aberta àqueles considerados “de fora”. Antigamente, as pregações eram normalmente realizadas em tendas, armadas pelos servos enquanto estes viajavam; atualmente elas acontecem em espaços privativos, como garagens ou galpões dos membros da Verdade.  As pregações são realizadas para atrair novas pessoas, embora os membros que já seguem normalmente constituem a grande maioria dos participantes. A pregação consiste em um período de silêncio inicial, seguido por hinos (usualmente acompanhados por um teclado), uma oração, outro hino e os sermões proferidos pelos servos, utilizando a bíblia protestante. As pregações acontecem normalmente todo domingo à tarde. Também podem ser realizadas em novos locais quando um servo acredita que pode haver pessoas na região que estão receptivas à mensagem do evangelho.
Reunião de domingo
A participação nesta reunião é geralmente restrita aos membros que seguem. A reunião é realizada na casa de um ancião previamente autorizado pelos servos (chamado bispo) e consiste em cantar hinos escolhidos do hinário, ouvir sem comentar a oração e testemunho individual de cada um dos membros em situação regular e por fim participar dos emblemas de comunhão com Cristo (um pedaço de pão e um copo de vinho ou suco de uva).
Estudo bíblico
A participação nesta reunião também é reservada aos membros e geralmente é realizada na casa de um bispo todas as quartas-feiras à noite. Os membros recebem uma lista de versículos bíblicos ou um tópico de estudo para consideração durante a semana, que será explanado na próxima reunião. À medida que a reunião avança, cada membro compartilha seus pensamentos sobre o tópico combinado. Os pensamentos são compartilhados individualmente pelos membros, e os membros não se envolvem em discussões durante a reunião. A reunião de estudo bíblico inclui também hinos e orações.
Reunião de mês
Esta é uma reunião mensal de diversas igrejas que se juntam, e segue o mesmo formato das reuniões de domingo de manhã. As reuniões de mês também não são abertas ao público.
Reuniões especiais
As reuniões especiais são reuniões anuais que concentram membros de uma grande área. São realizadas também de forma privativa, em galpões os grandes espaços dos "amigos" ou chácaras alugadas. As reuniões especiais duram um único dia e incluem sermões dos servos e um espaço mais curto para testemunhos gerais. Os sermões são intercalados com orações e hinos.
Reunião anual
Estes eventos são anuais e contam com a presença de membros de uma área geográfica ainda maior do que as reuniões especiais, mas seguem o mesmo formato de orações e testemunhos. As reuniões anuais são realizadas durante dois ou três dias, geralmente em propriedades com instalações para dormitório, alimentação e outras necessidades dos participantes. Existem dormitórios masculinos e femininos e banheiros com boxes individuais. As reuniões anuais não são abertas ao público, embora muitas vezes familiares "de fora" compareçam mediante convite.
Reunião dos servos
Essas reuniões não são abertas ao público nem aos membros em geral. A presença e participação são restritas aos servos e eventualmente à poucos membros convidados. A reunião pode ser um estudo bíblico simples ou pode ser usada para divulgar instruções dos servos responsáveis, ou para emitir decisões sobre variados assuntos. Estas reuniões incluem oração, um período para testemunhos dos servos que desejem compartilhar algum pensamento bíblico, e acontecem geralmente num período próximo (antes) das reuniões anuais.

### Organização
Os membros afirmam que a igreja não tem uma organização formal, e muitos desconhecem a forma de liderar dos servos responsáveis.  Embora nos primeiros anos da igreja uma sede foi mantida em Belfast, atualmente não existe nenhuma sede oficial e a igreja permanece em sem personalidade jurídica aparente. Tanto as despesas como os fundos arrecadados são secretos para os membros e nenhuma contabilidade é tornada pública. Os fundos financeiros são administrados pelos servos responsáveis, e as transações são feitas somente em dinheiro. 
Nenhum material é publicado pela Verdade para circulação externa, exceto convites para as pregações do Evangelho. Os materiais são divulgados somente para circulação entre os membros e incluem anotações de pensamentos espirituais e de reuniões, listas de estudos bíblicos e anuais e especiais e listas de servos. Nos últimos anos, os dados de contato dos membros, incluindo números de telefone, emails e endereços residenciais foram compilados também em listas. Todo esse material é muito secreto e está disponível apenas para uso dos servos e contato entre os amigos. A maioria entende a lista com os pares de servos como uma continuação direta da Igreja primitiva e do trabalho epistolar dos primeiros apóstolos.

### Hierarquia
A igreja é controlada por um pequeno grupo de servos responsáveis, necessariamente do sexo masculino, cada qual supervisionando uma específica região geográfica. Sob cada servo responsável estão servos menores também do sexo masculino, que supervisionam um único estado ou um conjunto de cidades, dependendo do país. Os servos responsáveis cuidam do pareamento dos servos e atribuem à eles os campos. Cada par de servos é, por sua vez, responsável pelas reuniões locais, tendo o servo mais velho autoridade sobre o mais novo. As reuniões são realizadas nas casas das famílias, que reportam tudo aos servos do campo. Correspondências como relatórios, finanças e instruções são comunicadas somente de acordo com a hierarquia definida. A administração da igreja e o processo anual de designação de campos para cada par de servos não são discutidos entre os membros.

### Hinários
O primeiro hinário da igreja, The Go-Preacher's Hymn Book, foi compilado em 1909 e continha 125 hinos. O hinário utilizado atualmente no Brasil se chama Hinos Cristãos e possui 345 hinos, em versões com ou sem pautas musicais. Nos países de língua inglesa é usado o Hymns Old and New, que foi publicado pela primeira vez em 1913 e contém 412 hinos, escritos ou adaptados por servos e outros membros da igreja. A versão do hinário que contém somente palavras, sem anotação musical, é usada principalmente por crianças e por aqueles que não se interessam pela leitura das notas. Os hinários ao redor do globo em geral possuem os hinos traduzidos do inglês e cantados com as mesmas melodias originais.